# Svend Aagesen
Sven Aggesen (prenome também escrito como Svend, e nome de família como Aagesen, Aageson, Aggessøn, Aggesøn; também conhecido na grafia latina como Sueno Agonis Filius; Dinamarca, século XII — século XIII) foi um escritor e historiador da Dinamarca, contemporâneo do historiador Saxo Grammaticus. 

## Vida
Pode ser considerado o primeiro historiador dinamarquês. 
Escreveu sobre as ordem do arcebispo de Lund, Absalão, uma história resumida dos reis da Dinamarca desde o ano 300 até ao ano de 1187 da era cristã, que ficou conhecida sob o título de “Compendiosa Historia Regum Danioe", e abrange de Skioldo a Canuto VI da Dinamarca (Knut VI) e também "Historia Segundo Castrensium regis Canuti Magni". ano em que os Dinamarqueses conquistaram a Pomerânia.
Alguns estudiosos consideram que o latim de Sven Aagesen está cheio de barbarismos, e que é considerado inferior ao de Saxão Gramático, seu contemporâneo. Os seus livros são de grande utilidade para o conhecimento da história nórdica visto que antes deles só existiu a “Crónica de Roskildense". As ligações entre Sven e Saxão Gramático são um tema de controvérsia. Comentários feitos no seu trabalho: ”Historia Regum Dacie” ajudam na tentativa de provar que havia uma ligação entre eles, alguns historiadores referem que terão estudando juntos em França.

## Relações familiares
Sven Aagesen provinha de uma família com origens nobres em que se destaca o seu próprio bisavô, Thrugot, casado com Thorgunna, filha, esta de Vagn Aagesøn, neto este por sua vez do lendário Palne Toke. Thrugot e a sua esposa Thorgunna foram pais de Sven Thrugotsøn e Vagn. 
Sven Thrugotsøn (ou Thorgunnasøn) por sua vez teve quatro filhos. Um, Asser, foi arcebispo da localidade de Lund entre (1104 e 1137), tendo também sido o primeiro arcebispo da Escandinávia.
Outro dos filhos de Sven Thrugotsøn, provavelmente o mais novo foi cónego em Lund, e anos mais tarde de Viborg e ainda em (1132), bispo na localidade Viborg.
Do terceiro filho, Esquino, sabe-se muito pouco e o quarto irmão, Cristiano Svensøn, foi o avô de Sven Aagesen.
Christiern Svensøn e o seu filho Agge, que foi o pai de Sven, fez guerra ao lado do rei Érico II durante a guerra civil que aconteceu depois do assassinato de Canuto Lavardo. Destas guerras Sven deixou um relato das suas participações nas batalhas conhecido como: “História Breve de Regum Dacie”. 
Segundo os historiadores da Dinamarca terá feito os seus estudos num mosteiro na Dinamarca onde aprendeu sobre a antiguidade clássica, tema que exibe nos seus escritos. No entanto terá também adquirido conhecimento sobre outros ramos do saber numa outra instituição, possivelmente nas escolas da igreja católica em França.
Foi uma pessoa notável da sua época, na sua “Historia brevis Regum Dacie” refere que a leitura dos obras dos historiadores latinos foi um tema que lhe ocupou longo tempo e lamenta-se dos feitos dos monarcas dinamarqueses não serem igualmente tão dignos de nota. 
Como fizeram os seus antepassados esteve próximo da casa real e lutou ao lodo do rei Valdemar I, conhecido na história como Tinglido, e mais tarde ao lado do filho do rei Canuto VI durante as muitas expedições guerreiras que este fez.

## Obra
- Lex Castrensis, escrito em Língua dinamarquesa.
- Lejrloven ou Krigerloven, Esta obra terá sido escrita entre 1181 e 1182. Nesta obra, no prologo, é mencionado pelo próprio autor a sua intenção de escrever uma lista do reis dinamarqueses. A história pode assegurar que esta lista foi escrita pois aparece mencionada num documento do medieval do século XIII que a utilizou como referência e a denomina: “Genealogia Regum Dacie". Do original actualmente só restam fragmentos.
- Historia brevis Regum Dacie, obra terminada entre 1186 e 1187.